# 城南学園通り
城南学園通り（、ローマ字表記: Jōnan-gakuen Dōri）は、福岡県福岡市城南区の中村大学前交差点から同区の福大病院東口に至る3.2kmの市道地行鳥飼七隈線の愛称である。福岡市道路愛称による。

## 概要
城南区北部の城南区役所付近にある国道202号の中村大学前交差点から分岐し、区中北部・中西部の市街地を南下し、区南部の福岡大学前交差点で県道49号線と接続して終点となる。
起点の中村大学前交差点はその名の通り中村学園大学に近く、終点の福大病院東口交差点は福岡大学・福岡大学病院に接している。
城南区北部にある中村学園大学と同南部にある福岡大学を結ぶように位置しているため、2つの「学園」を結ぶ役割を果たしている。また、全線にわたり片側2車線の4車線であり、地下鉄七隈線が地下で並走する。
過去には片側1車線で歩道も少なく渋滞が頻発する福岡市内でも有数の交通の難所であったが、1980年代末頃から幅員7mを25mに大幅に拡幅する工事が行われ、1990年代末には概ね全線の拡幅が完了している。
その後は地下鉄七隈線の工事による車線減少と電線地中化などを挟み、2005年頃には現在の姿となっている。
この道路沿線に整形されていない区画が多いのは、この拡幅工事の名残である。
2005年4月に城南区の一般公募により愛称名が決定し、2009年に福岡市道路愛称として制定された。

## 通過自治体
- 福岡県
  - 福岡市
    - 城南区

## 主な接続道路
- 国道202号（別府橋通り） ： 中村大学前交差点
- 筑肥新道に直通する道路（2000年に完成、都市計画道路別府香椎線の一部）なお、筑肥新道は別府6丁目から約750m小笹寄りの新田島橋東交差点で終点である。 ： 別府6丁目交差点
- 福大通り ： 七隈四ツ角交差点
- 福岡県道49号大野城二丈線 ： 福大病院東口交差点

## 沿線
ほぼ全区間にわたり沿線は住宅地となっている。
- 別府駅
- 中村学園大学
- 福岡市立別府小学校
- 城南体育館
- 茶山駅
- 金山駅
- 金山団地
- 七隈駅
- 福大前駅
- 福岡大学
- 福岡大学病院